# Église de la Miséricorde de Grosseto
L'église de la Miséricorde (chiesa della Misericordia), dédiée à saint Jean le Baptiste, est une église de Grosseto, en Italie.

## Histoire
L'édifice religieux a été construit au milieu du XIXe siècle, sur le site de l'église médiévale Saint-Léonard (San Leonardo), documentée depuis 1152.
La nouvelle église devait abriter les fonctions religieuses de l'archiconfrérie de la Miséricorde de Grosseto et a été conçue par Pietro Passerini. L'église Saint-Léonard a été démolie en 1844 et le nouveau lieu de culte a été inauguré en 1854.